# Jules Nempon
Jules Nempon (2 de março de 1890, Armbouts-Cappe - 7 de junho de 1974, Saint-Omer) foi um ciclista profissional francês. Atuou profissionalmente entre 1909 e 1930. Foi o décimo colocado no Tour de France 1919. Recebeu também a lanterna vermelha por ser o último ciclista a cruzar a linha de chegada.